# Julius Joseph Willem Peeters
Julius Joseph Willem Peeters MHM (* 22. Februar 1913 in Venlo; † 23. September 2002) war Bischof des Bistums Buéa in Kamerun.

## Leben
Julius Joseph Willem Peeters trat der Ordensgemeinschaft der Missionsgesellschaft vom hl. Joseph von Mill Hill bei und empfing am 9. Juli 1938 die Priesterweihe.
Papst Johannes XXIII. ernannte ihn am 4. Juni 1962 zum Bischof des Bistums Buéa. Der Altbischof von Buéa, Peter Rogan MHM, spendete ihm am 24. August desselben Jahres die Bischofsweihe; Mitkonsekratoren waren Jean Zoa, Erzbischof des Erzbistums Yaoundé, und Charles Heerey CSSp, Erzbischof des Erzbistums Onitsha.
Er nahm an allen Sitzungsperioden des Zweiten Vatikanischen Konzils teil. Von diesem Amt trat er am 29. Januar 1973 zurück.